# Hoplopleura nesoryzomydis
Hoplopleura nesoryzomydis – gatunek wszy z rodziny Hoplopleuridae, pasożytujący głównie na Neoryzomys narboroughi. Spotykany również na innych myszowatych: Neoryzomys indefessus, Oryzomys buccinatus, Oryzomys talamancae, Oryzomys xantheolus, Oligoryzomys fluvescens, Microryzomys minutus. Powoduje wszawicę.
Wszy te mają ciało silnie spłaszczone grzbietowo-brzusznie. Samica składa jaja zwane gnidami, które są mocowane specjalnym "cementem" u nasady włosa. Rozwój osobniczy trwa po wykluciu się z jaja około 14 dni. Pasożytuje na skórze. Występuje w Ekwadoru, Wysp Galapagos, Peru, Meksyku, Paragwaju, Panamy, Wenezueli w Ameryce Południowej i Środkowej.